# خوان بابلو سواريز
خوان بابلو سواريز (بالإسبانية: Juan Pablo Suárez)‏ (و. 1985  م) هو دراج على المضمار، وراكب دراجة هوائية، من كولومبيا، ولد في ميديلين، شارك في فولتا كولومبيا 2018.

## سباقات أو مراحل فاز بها
| التاريخ        | السباق                                    | المركز                                                                  |
| -------------- | ----------------------------------------- | ----------------------------------------------------------------------- |
| 31 أكتوبر 2010 | 2010 فولتا غواتيمالا                      | المركز الثاني                                                           |
| 17 أبريل 2011  | فولتا كاستيلا ليون 2011                   | السادس في التصنيف العام                                                 |
| 17 أغسطس 2014  | طواف كولومبيا 2014                        | الثامن في التصنيف العام                                                 |
| 13 أغسطس 2017  | فولتا كولومبيا 2017                       | المركز الثالث                                                           |
| 01 أكتوبر 2017 | 2017 Clásico RCN                          | الفائز في التصنيف العام                                                 |
| 11 فبراير 2018 | طواف كولومبيا 2018                        | المرتبة 13 في التصنيف العام                                             |
| 19 أغسطس 2018  | فولتا كولومبيا 2018                       | الفائز في ترتيب النقاط، المركز الثاني                                   |
| 30 سبتمبر 2018 | 2018 Clásico RCN                          | الثاني في تصنيف النقاط، السادس في التصنيف العام                         |
| 22 نوفمبر 2020 | فولتا كولومبيا 2020                       | الفائز في ترتيب النقاط، المركز الثالث                                   |
| 25 أبريل 2021  | فولتا كولومبيا 2021                       | الخامس في تصنيف النقاط، السادس في التصنيف العام، السابع في تصنيف الجبال |
| 20 يونيو 2021  | سباق الطريق للرجال في بطولة كولومبيا 2021 | الخامس في التصنيف العام                                                 |

## روابط خارجية
- خوان بابلو سواريز على موقع الاتحاد الدولي للدراجات (الإنجليزية)
- خوان بابلو سواريز على موقع أرشيف الدراجات (الإنجليزية)
- خوان بابلو سواريز على موقع إحصائيات الدراجات الإحترافية (الإنجليزية)
- خوان بابلو سواريز على موقع نسبة الدراجات (الإنجليزية)